# Mayu Watanabe
Mayu Watanabe (渡辺 麻友 Watanabe Mayu?,  Prefectura de Saitama, Japón, 26 de marzo de 1994) es una idol retirada, cantante y actriz japonesa, principalmente conocida por haber sido miembro del grupo femenino AKB48. Watanabe originalmente formaba parte del Team B, sin embargo, fue transferida al Team A el 24 de agosto de 2012, para después volver al Team B el 24 de febrero de 2014. También fue miembro del subgrupo Watarirouka Hashiritai, así como también de Team Dragon, No Name y Team Surprise. Watanabe también tuvo una carrera como solista desde  2012, lanzando varios sencillos. 
Abandonó AKB48 en 2017 y se retiró del mundo del entretenimiento el 1 de junio de 2020 citando razones médicas.

## Discografía
Ver también AKB48.

### Solista
| Número | Título                                     | Lanzamiento             | Posición                    | Posición                | Posición                   |
| Número | Título                                     | Lanzamiento             | Oricon Weekly Singles Chart | Billboard Japan Hot 100 | RIAJ Digital Track Chart * |
| ------ | ------------------------------------------ | ----------------------- | --------------------------- | ----------------------- | -------------------------- |
| 1      | "Synchro Tokimeki" (シンクロときめき?)     | 29 de febrero de 2012   | 2                           | 2                       | 9                          |
| 2      | "Otona Jellybeans" (大人ジェリービーンズ?) | 25 de julio de 2012     | 3                           | 3                       | 9                          |
| 3      | "Hikaru Monotachi" (ヒカルものたち?)       | 21 de noviembre de 2012 | 1                           | 3                       |                            |
| 4      | "Rappa Renshūchū" (ラッパ練習中?)          | 10 de julio de 2013     | 3                           | 5                       |                            |
| 5      | "Deai no Tsuzuki" (出逢いの続き?)          | 10 de junio de 2015     | 2                           | 3                       |                            |

* RIAJ Digital Track Chart fue establecido en abril de 2009 y cancelado en julio de 2012.